# Тукумное кольцо

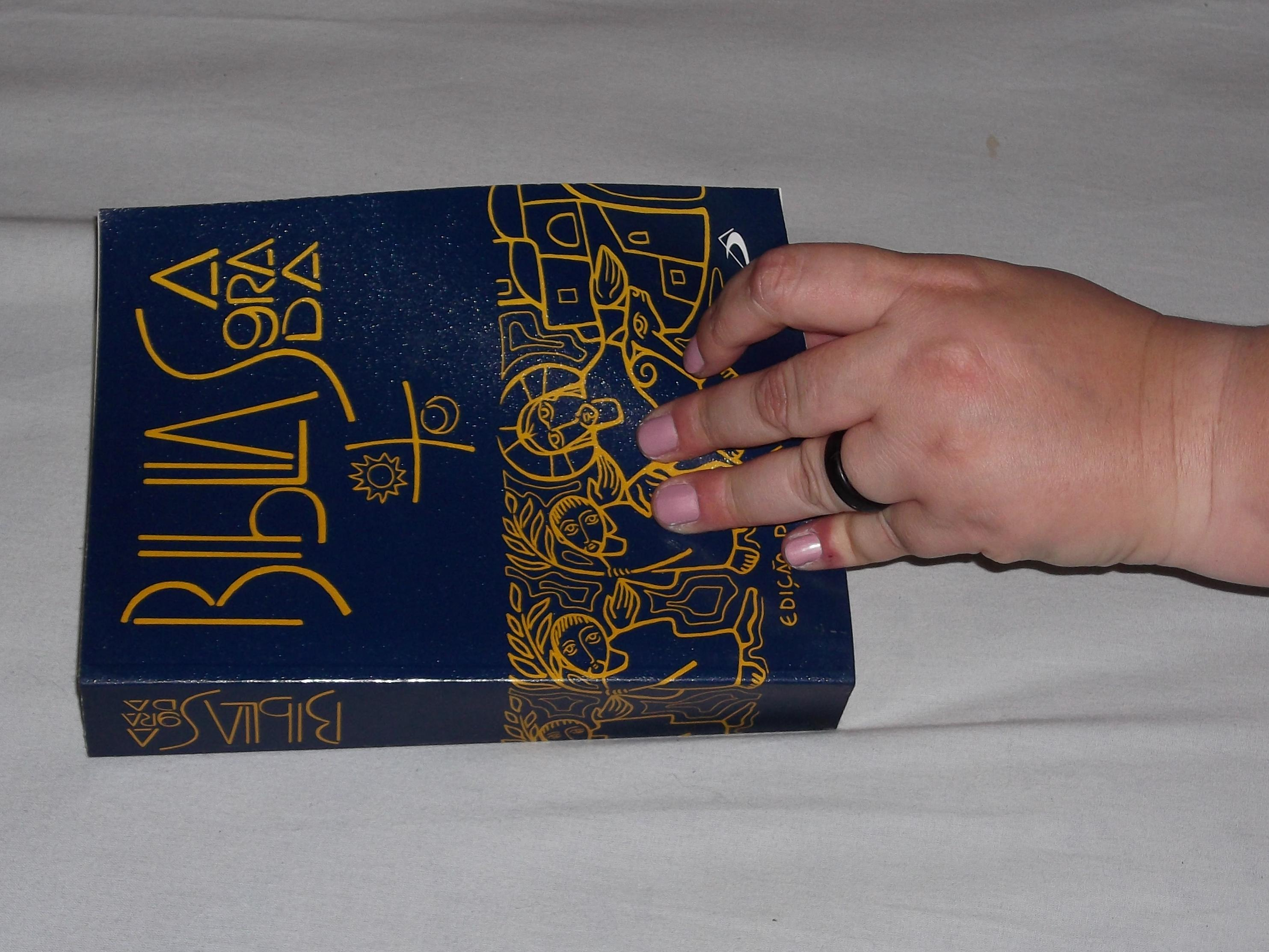

Тукумное кольцо — кольцо, носимое на пальце, которое делается обычно из косточек авары, пальмого дерева, произрастающего в бассейне Амазонки. Оно используется некоторыми бразильскими христианами — католиками и представителями других направлений, рассматривающими его как символ единения между богатыми и бедными. Такие кольца, как правило, изготавливаются вручную пожилыми женщинами в индейских и негритянских селениях. На изготовление одного кольца уходит 2—3 часа.
Тукумные кольца впервые появились в эпоху Бразильской империи, когда различные ювелирные изделия из золота и других благородных металлов использовались представителями правящей элиты для публичной демонстрации своих власти и богатства. Чернокожие и индейцы, не имевшие возможности получить кольца из таких металлов, придумали изготавливать кольца из тукумы (авары), ставшие символами брачных союзов (в том числе смешанных браков между двумя расами), взаимной дружбы и стремления к сопротивлению в борьбе за свободу. Кольцо часто могло выступать тайным символом, смысл которого понимали только посвящённые.
Впоследствии такие кольца стали носить некоторые бразильские христиане, в первую очередь священники, разделяющие идеи так называемой теологии освобождения, провозглашающей своей целью достижение единства между церковью и всеми обездоленными в Латинской Америке.